# Матс Трюгг
Матс Трюгг (норв. Mats Trygg; 1 червня 1976, м. Осло, Норвегія) — норвезький хокеїст, захисник. Виступає за «Волеренга» (Осло) у ГЕТ-лізі. 
Вихованець хокейної школи «Маглеруд Стар». Виступав за «Спектрум Флаєрс», «Маглеруд Стар», «Фер'єстад» (Карлстад), «Ізерлон Рустерс», «Кельнер Гайє», «Гамбург Фрізерс», ГВ-71 (Єнчопінг), ХК «Леренскуг». 
В чемпіонатах Швеції — 340 матчів (47+53), у плей-оф — 85 матчів (11+16).
У складі національної збірної Норвегії учасник зимових Олімпійських іграх 2010 і 2014 (7 матчів, 0+0), учасник чемпіонатів світу 1998 (група B), 1999, 2000, 2001, 2002 (дивізіон I), 2003 (дивізіон I), 2004 (дивізіон I), 2005 (дивізіон I), 2006, 2007, 2008, 2009, 2012, 2013, 2014 і 2015 (69 матчів, 15+21). У складі молодіжної збірної Норвегії учасник чемпіонатів світу 1994 (група B) і 1995 (група B). У складі юніорської збірної Норвегії учасник чемпіонату Європи 1994.
Брати: Маріус Трюгг і Матіас Трюгг.
Досягнення
- Чемпіон Швеції (2002), срібний призер (2001, 2003, 2004, 2005)

Нагороди
- Хокеїст року в Норвегії (2002)